# Vandellia latifolia
Vandellia latifolia är en tvåhjärtbladig växtart som först beskrevs av Carl Ludwig von Blume, och fick sitt nu gällande namn av George Bentham. Vandellia latifolia ingår i släktet Vandellia och familjen Linderniaceae. Inga underarter finns listade i Catalogue of Life.